# Ophiorrhiza oligantha
Ophiorrhiza oligantha är en måreväxtart som beskrevs av Friedrich Anton Wilhelm Miquel. Ophiorrhiza oligantha ingår i släktet Ophiorrhiza och familjen måreväxter.
Artens utbredningsområde är Sumatera. Inga underarter finns listade i Catalogue of Life.